# Jan Zápolský
Jan Zápolský (maďarsky: Szapolyai/Zápolya János; chorvatsky: Ivan Zapolja; rumunsky: Ioan Zápolya; slovensky: Ján Zápoľský; 1487 Szepesváralja – 22. července 1540 Szászsebes) byl od roku 1526 až do své smrti v roce 1540 uherským králem (jako Jan I.). Jeho vládu však zpochybňoval arcivévoda Ferdinand I., který si rovněž nárokoval titul uherského krále. Před svou korunovací zastával funkci sedmihradského vojvody v letech 1510–1526.
Jan pocházel z významného chorvatsko-slavonského šlechtického rodu. Jeho otec patřil mezi nejbohatší uherské magnáty a zastával úřad uherského palatina. Během selského povstání v roce 1514 vedeného Jiřím Dóžou si Jan získal vliv díky svým vojenským tažením a potlačení vzpoury, což posílilo jeho autoritu a vyneslo mu titul „osvoboditele říše.“ Jeho moc však začala upadat po smrti jeho sestry Barbory v roce 1515. V roce 1528 uprchl do Polska, kde se později spojil s Osmany, čímž přispěl k tomu, že se Uhersko stalo osmanským vazalským státem.

## Mládí
Jan se narodil na Spišském hradě začátkem února 1487 jako nejstarší ze čtyř potomků uherského magnáta a palatina Štěpána Zápolského a jeho druhé manželky, těšínské princezny Hedviky, dcery těšínského knížete Přemysla II. Tehdy byla údajně tuhá zima, proto se porodní báby pro značné množství sněhu nedostaly na hrad. Přesto se Jan narodil bez komplikací. Již od mala Hedvika podporovala Jana v zápase o královskou korunu. Po smrti svého otce vedle získání titulu hraběte spišského stanul v čele tzv. „národní strany“, jejímž cílem bylo, aby se po smrti Vladislava Jagellonského stal uherským králem rodilý Uher, nikoliv cizinec. Po narození královy dcery Anny v roce 1503 se Jan několikrát bezvýsledně pokusil o získání její ruky. V roce 1506 byla Anna na základě ujednání tajné jagellonsko-habsburské smlouvy přislíbena vnukovi císaře Maxmiliána Ferdinandu Habsburskému, přestože Janovi političtí spojenci prosadili na sněmu, že po vymření královské dynastie nebude na uherský trůn dosazen cizinec. Uherské stavy přinutily těžce nemocného krále Vladislava, aby vyhlásil Maxmiliánovi formálně válku. Situace se však změnila po narození Vladislavova jediného dědice Ludvíka Jagellonského 1. července roku 1506 a události dostaly jiný směr.

## Sedmihradský vévoda
Jan nepřestal doufat, že získá uherskou korunu, protože Vladislav byl chatrného zdraví. V roce 1511 byl dosazen králem na místo sedmihradského vévody. Navíc jeho obliba stoupla po sňatku jeho sestry Barbory s polským králem Zikmundem I. Starým.
V roce 1512 ostřihomský arcibiskup z pověření papeže vyhlásili křížovou výpravu proti Turkům, kteří se chystali napadnout Uhry z jihu. Účastníkům byly slíbeny odpustky. Protože šlechta s výpravou nesouhlasila, tažení se ujal především dělný lid, který se v počtu 40,000 přesunul do jižních Uher. Tato výprava ale skončila dříve, než mohla začít, protože sultán Selim Hrozný se dohodl na příměří. Uherští páni však nehodlali omluvit nepřítomnost poddaných na svých statcích. Tato situace spolu s celkovou nespokojeností s poddanskými poměry vyvolala mezi účastníky výpravy povstání v čele s vůdcem výpravy Jiřím Dóžou. Povstání se brzy rozhořelo v jižních Uhrách i Sedmihradsku. Povstalci plenili a zabíjeli.
To byla příhodná chvíle, aby Zápolský se Štěpánem Báthorym a se svojí armádou přispěchal na pomoc bezmocným královským jednotkám. Jan zajal Dóžu a nechal ho drastickým způsobem popravit na rozžhaveném trůně s rozžhaveným žezlem a korunou. Rebelie skončila masovými popravami a zavedením nevolnictví. Za tento čin Jan získal titul „osvoboditel království“, nicméně král Vladislav se začal obávat Janovy moci, a proto začal jednat o nástupnictví s Habsburky.
Po Vladislavově smrti v roce 1516 se Jan snažil využít nezletilosti Ludvíka a získat významné úřady, ale v Uhrách žilo mnoho nepřátel Zápolského, kteří mu neustále tyto snahy mařili a nenechali ho dosednout na gubernátorské křeslo, dokonce se přičinili o zvolení Janova dobrého přítele Štěpána Báthory palatinem místo Jana, což toto přátelství rozvrátilo.
V roce 1526 vycítil sultán Sulejman Nádherný slabost v Uhrách a znovu se objevilo na jihu osmanské nebezpečí; mladý Ludvík musel vytáhnout s narychlo sestaveným vojskem. Ke střetu došlo v bitvě u Moháče, kde byla křesťanská vojska na hlavu poražena a sám Ludvík při ústupu zahynul jako mnoho dalších šlechticů. V bitvě padl Janův bratr Jiří, Jan sám však se bitvy nezúčastnil, nedorazil včas.

## Uherský král

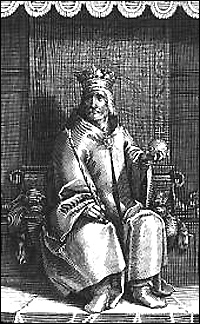
Jan Zápolský

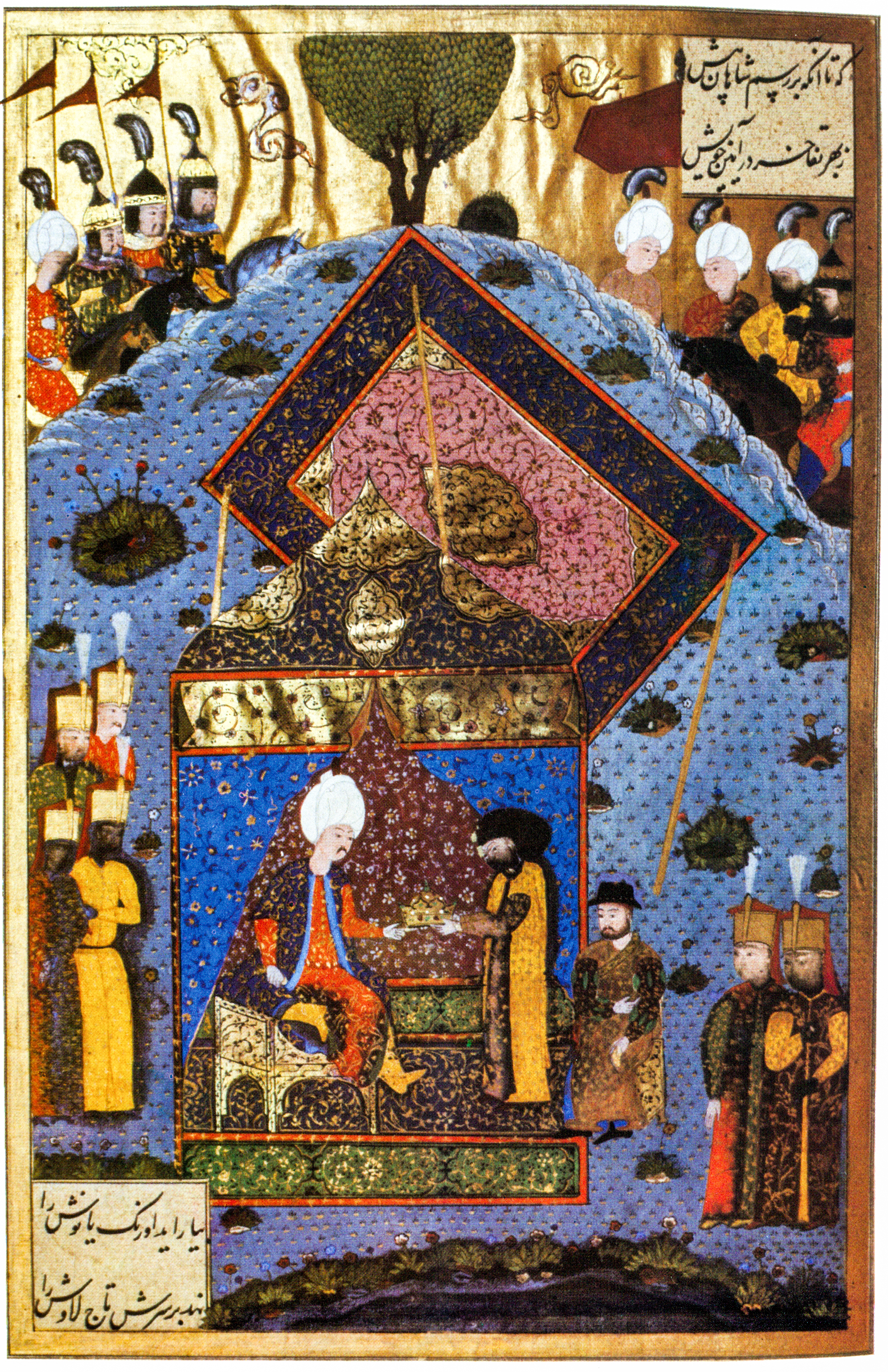
Sultán Sulejman Nádherný vrací Svatoštěpánskou korunu Janu Zápolskému

Po smrti Ludvíka byli dva uchazeči o uherský trůn, Ferdinand a Jan Zápolský. Jan měl velkou výhodou především v silné podpoře uherské šlechty, která nemohla Ferdinandovi odpustit, že neposkytl Ludvíkovi žádnou pomoc u Moháče (Jan i přesto, že se nezúčastnil, tak alespoň přitáhl se svojí armádou).
To zapříčinilo 10. listopadu 1526 zvolení Jana králem uherskou šlechtou. Korunovace proběhla dalšího dne a Zápolský při ní přijal jméno Jan I. Uherský. Po Janově korunovaci se ale probudila šlechta podporující Ferdinanda v čele s vdovou po Ludvíkovi Marií, sestrou Ferdinandovou, a zvolila si za svého krále Ferdinanda.
Kvůli řešení této situace nabídl Jan mírové jednání v Olomouci. Jako prostředník byl zvolen polský král Zikmund. Jan se nechal ukolébat a polevil v obraně. Toho využil Ferdinand, který v roce 1527 opustil jednání, vtrhl s malou armádou do Uher a po několika vítězných bitvách obsadil Budín. Jan jen stěží uprchl do Polska, kde ho zachránil jeho švagr Zikmund, který nevyslyšel Ferdinandovy prosby o Janovo vydání.
Po této prohře se Jan obrátil s prosbou o pomoc na Istanbul, kde našel velkého spojence – sultána Sulejmana, který vycítil územní zisky v Evropě. Již na podzim roku 1528 se Jan mohl vrátit do Sedmihradska a později osmanští spojenci vyhnali Ferdinanda z Uher. Sulejman se zastavil až roku 1529 při obléhání Vídně, odkud musel ustoupit zpět domů. Za sultánovým vojskem ale postupovalo zpět do Uher Ferdinandovo vojsko, které opět úspěšně dobylo mnoho území. Jen Budín se mu podruhé ztéci nepodařilo.
Jan musel do Uher znovu pozvat sultána Sulejmana. Ferdinandovo a Sulejmanovo vojsko se potýkalo tak dlouho, až si Ferdinand s Janem uvědomili, že na tomto konfliktu zdaleka nejvíc vydělává Sulejman. Rovněž pod nátlakem polského krále Zikmunda I. Starého, o jehož nejstarší dceru se Jan již delší dobu ucházel, v roce 1538 uzavřeli mírovou smlouvu (Velkovaradinský mír). Podle jejích ujednání Uhry zůstaly rozděleny mezi Jana a Ferdinanda. Jan si zachoval doživotní titul uherského krále, ale jeho nástupcem měl být Ferdinand a jeho dědicové. Tím tedy případní Janovi potomci neměli mít práv na uherskou korunu. Místo toho se jim mělo dostat peněžního odstupného, knížecího titulu a majetků na Spiši.

## Manželství a potomci

Královský znak Jana Zápolského jako Jana I. Uherského

Již na počátku 30. let Jan začal usilovat o ruku nejstarší dcery polského krále Zikmunda I. Starého Isabely. Tento sňatek měl zpečetit polsko-uherské spojenectví, v něž Zápolský doufal, válče proti Habsburkům. Již dříve, za panování Vladislava II. Jagellonského, provdal za Zikmunda Starého svou mladší sestru Barboru, a nyní hodlal znovu prostřednictvím sňatku vztahy mezi oběma zeměmi upevnit. Král Zikmund nebyl nakloněn tomuto manželství ze dvou důvodů: jednak nechtěl dceru provdat do země ohrožené válkou (v té době probíhala v Uhrách válka za turecké intervence), jednak se nechtěl otevřeně postavit politice Habsburků. Úporné snahy krále Jana byly zakončeny úspěchem teprve po několika letech. Zikmund vyslovil se sňatkem souhlas pod podmínkou, že mezi Janem a Ferdinandem dojde k uzavření mírové smlouvy. K tomu skutečně v roce 1538 došlo (mír ve Velkém Varadinu – viz výše). Poté se 23. února roku 1539 Jan Zápolský s nejstarší dcerou Zikmunda Starého Isabelou konečně oženil.
Jan byl o 32 let starší než jeho novomanželka. Ta však přece několik měsíců po svatbě otěhotněla a 7. července roku 1540 porodila v Budě syna, který dostal jméno na počest otce i děda:
- Jan Zikmund Zápolský (7. července 1540 – 14. března 1571)

Král v té době již několik měsíců pobýval v Sedmihradsku a byl v těžkém stavu – v květnu ho stihla mozková mrtvice a ochrnul na levou polovinu těla. Isabela vzhledem ke svému těhotenství nebyla o vážném stavu manželově informována. Zpráva o narození syna byla ovšem králi v rychlosti doručena; král nařídil konání oslav, jichž se osobně zúčastnil. To způsobilo náhlé zhoršení jeho stavu a vzápětí i jeho smrt (22. července 1540).
Jeho vdova Isabela nikterak nehodlala dodržet ustavení smlouvy z Velkého Varadinu, a skutečně prosadila jmenování svého syna uherským králem.